# 미아 스케링게르
미아 스케링게르(Mia Skäringer, 1976년 10월 4일 ~ )는 스웨덴의 배우, 코메디언이다.

## 출연 작품
- 썬샤인 패밀리 (2017)
- 창문넘어 도망친 100세 노인 (2013)
- 메탈 브라더스 (2012)